# Святослав Давыдович (князь новгород-северский)
Святослав Давыдович (род. после 1193) — князь новгород-северский XIII века, упомянут на поз.76 Введенского синодика без указания удела, но после Константина Давыдовича новгородского. В летописях не упоминается.
По разным версиям, сын Давыда Ольговича и младший брат Мстислава Давыдовича (и тогда родился после 1193 года) либо сын Давыда Владимировича, упомянутого на поз.32 Любецкого синодика, и правнук Игоря Святославича новгород-северского. Князья на поз.31-35 синодика считаются Владимировичами (сыновьями Владимира Игоревича или Владимира Святославича) по той причине, что на поз.36 упомянут Владимир также без отчества.
Также в Любецком синодике упомянут Дмитрий новгородский с женой Марией, который иногда считается сыном Мстислава, но поскольку во Введенском синодике есть уточнение Дмитрия, Святославля, то был скорее всего сыном Святослава Давыдовича.

## Семья и дети
Жена неизвестна.
Сын:
- Дмитрий

## См.также
- Новгород-северские князья после 1198 года